# Andréi Lijavitski
Andréi Lijavitski (en bielorruso: Андрэй Ліхавіцкі, en ruso: Андрей Лиховицкий; Kúibyshev, URSS, 23 de junio de 1986) es un deportista bielorruso que compite en gimnasia artística. En los Juegos Europeos de Minsk 2019 obtuvo una medalla de bronce en la prueba de caballo con arcos.

## Palmarés internacional
| Juegos Europeos | Juegos Europeos     | Juegos Europeos   | Juegos Europeos   |
| Año             | Lugar               | Medalla           | Prueba            |
| --------------- | ------------------- | ----------------- | ----------------- |
| 2019            | Minsk (Bielorrusia) | Medalla de bronce | Caballo con arcos |